# Emericzy Géza
Emeritzy Géza (Leibitz, 1838. november 9. – Budapest, 1887. november 5.) bölcseleti doktor, tankönyvíró, állami tanítóképző-intézeti igazgató.

## Élete
A gimnáziumot Késmárkon végezte. 1859 ősszel a jénai s egy évre a göttingeni egyetemre ment, hol két évet töltött; mindkét helyen bölcseleti, nyelvészeti s természettani tanulmányokkal foglalkozott és Göttingenben bölcselet-doktori oklevelet nyert. 1862-től a keletkezőben levő nyíregyházai evangélikus gimnáziumnak rendes tanára, majd igazgatója volt. Az 1869–1870 évet Németországban, Angliában és Ausztriában töltötte s a nevezett országok nép- és tanítóképző-iskoláinak ügyét tanulmányozta. 1871-ben az iglói állami tanítóképző-intézet igazgatójának neveztetett ki. Elhunyt 1887. november 5-én agyhűdés következtében, Budapesten temették el 1887. november 7-én.

## Művei
- Gymnasiumaink reformja. Debreczen, 1867.
- Tan- és olvasókönyv közép- és felső néptanodák számára. Nyiregyháza, 1869. (Bánhegyi Istvánnal. 2. kiadás. Bpest, 1883.)
- Vezérkönyv a számításban. Tanítók és tanítójelöltek számára. Igló, 1873. (Kárpáti Endrével. 2. kiadás. Bpest, 1874. Három füzetben.)
- Számtani példatár. Kassa, Győr, Bpest, 1873–77. Hat füzet. (Kárpáti Endrével. I. 5. átnézett kiadás. II. 11. III–IV. 10. 1893. V. 8. 1890. VI. 2. átn. kiad. 1883. Uo.)
- Tapasztalati lélektan, tanítók és művelt szülők számára. Igló, 1875. (2. jav. k. 1876. 3. jav. k. 1879. Uo.)
- Tanmenetek a hat osztályú népiskolák számára. Uo. 1875.
- Földrajz a népiskolák III–VI. oszt. számára. Uo. 1876. Négy füzet (III. 2. jav. k. Bpest, 1882. 3. jav. kiad. 1885. 4. átn. k. 1887. IV. 2. jav. k. 1882. 7. jav. k. 1890. V. 4. átn. k. 1891. VI. 2. j. k. 1886. Uo.)
- Vezérkönyv a népiskolai mértantanításban. Igló, 1877. (Kárpáti Endrével.)
- Vezérkönyv a népiskolai számtanításban. Győr, 1877. Két füzet. (Kárpáti Endrével. 2. kiadás. 1883–84. 3. átd. k. 1890. Uo.)
- Részletes általános tanítástan, tanítók és tanítóképezdészek számára. Igló, 1877.
- Népiskolai neveléstan, tanítók és tanítóképezdészek számára. Bpest, 1877. (Gelléri Mór és J. Péterffy Józseffel. 2. jav. és bőv. kiad. Uo. 1882.)
- Utmutatás a Bánhegyi-Emericzy-féle népiskolai tankönyv használatához. Uo. 1877.
- Földrajzi eredménytár a népiskolai V. esetleg VI. oszt. és az ismétlő iskola számára. A vallás- és közokt. m. k. miniszter által koszorúzott pályamű. Uo. 1877. (2. kiadás. Uo. 1882.; németül Mayer Miksától, szerbül és horvátúl Popovics A.-tól, ruménúl Trifu Gavrilutól.)
- Vezérkönyv a népiskolai földrajztanításban, tanítók és tanítójelöltek számára. A m. kir. vallás- és közokt. miniszter által koszorúzott pályamű. Uo. 1877. (Ehhez Példatár és Atlasz.)
- Gyakorlati méréstan. Különös tekintettel a föld- és magasságmérés és a vizszintezés egyszerűbb eseteire. Példatárral. Főleg tanítóképezdék és tanítók számára. Győr, 1877. (2. jav. kiadás. Pest, 1882. Kárpáti Endrével együtt.)
- Természet és vegytan a mindennapi és ismétlő népiskolák számára. Bpest, 1878. (2. jav. és bőv. kiad. 1879. 3. k. 1881. 9. Berecz Ede által teljesen átdolgozott kiadás. 1890. Uo.)
- Mértani utasítás a természettan tanításához. Vezérkönyv szerzőnek: Népiskolai Természet- és vegytan cz. könyvéhez. Uo. 1878.
- Vezérkönyv a népiskolai méréstan tanításához a mindennapi és ismétlő iskolák számára. Bpest, 1882.
- Természetrajz a mindennapi és ismétlő népiskolák számára. Igló, 1878. (Somogyi Gézával. 2. kiadás 1882. 3. jav. kiad. 1885. 4. jav. k. 1887. Uo.)
- A természetrajztanítás módszere. Uo. 1879. (Vezérkönyv az előbbihez.)
- Méréstani példatár a mindennapi és ismétlő népiskolák számára. Uo. 1882. (2 átnézett kiadás. 1886. 3. átn. k. 1889. Uo.)
- Népiskolai tanítástan. Uo. 1882. (2. jav. és bőv. kiadás. Uo. 1883.)
- Német olvasókönyv. Tanítóképzőintézetek sat. számára. I. kötet. Igló, 1884. (Krausz Sándorral együtt.)
- Olvasókönyv a felső leányiskolák sat. számára. Bpest, 1885. Két kötet. (Kárpáti Endrével.)
- Számtanítási eredmény- és példatár az I. fokú ipar- és kereskedelmi iskolák számára. Uo. 1885. (Dobó Adolf- és Krausz Sándorral.)
- Olvasókönyv az I. fokú ipariskolák 1. és 2. oszt. számára. Uo. 1885. (Gelléri Mór és J. Péterffy Józseffel. 2. jav. kiadás. Uo. 1886. 3. Ekkert Antal által átdolg. k. Uo. 1887.)
- Falusi iskolások könyve. Az egy tanítóval biró osztatlan népiskolák számára. Uo. 1886. (Gyertyánffy Istvánnal és Kiss Áronnal. 2. átdolg. kiadás. Uo. 1887.)

Cikkeket írt a nevelési szaklapokba, a Magyar Akadémia Értesítőjébe (IV. 1865. A dialectikai módszer); turisztikaiakat a Magyarországi Kárpátegylet Évkönyveibe (IV–VI. 1877–79.). Programértekezése: Az élet és iskola (Nyiregyházai ev. gymnasium Értesítője 1866.)